# 카를로스 알카라스
카를로스 호나스 알카라스 (Carlos Jonás Alcaraz, 2002년 11월 30일 ~ )는 아르헨티나의 축구 선수이며, 현재 에버턴에서 공격형 미드필더로 뛰고 있다.